# Bajío (Jalisco)
El Bajío jalisciense se localiza al oriente del estado de Jalisco en las regiones de Los Altos, Ciénega y Centro o de Los Valles Salados, en este se encuentra la ciudad Guadalajara la más grande de la región Bajío.

## Geografía
En el Bajío de Jalisco hay notables desniveles de altitud, hay zonas que están por debajo de los 1800 m s. n. m. y otras por arriba de los 1900 m s. n. m.
El Bajío de Jalisco está conformado por la región Centro o de Los Valles Salados, La Ciénega, Los Altos y Valle de Atejamac.

## Economía
Los municipios de los Altos de Jalisco se concentraron en la producción agropecuaria, especialmente en la leche de ganado vacuno mientras Guadalajara y León, en la industrialización de las pieles que se comercializaban en diversos ámbitos del territorio nacional para el desarrollo de la industria peletera.

## Municipios[4]
El Bajío Jalisciense está conformado por 26 municipios aproximadamente.
- Acatic
- Atotonilco el Alto
- Arandas
- Cañadas de Obregón
- Chapala
- Encarnación de Díaz
- Guadalajara
- Huejúcar
- Jalostotitlán
- Jamay
- Jesús María
- Jocotepec
- Lagos de Moreno
- Mexticacán
- Ocotlán
- Ojuelos de Jalisco
- San Diego de Alejandría
- San Ignacio Cerro Gordo
- San Juan de los Lagos
- San Julián
- Santa María de los Ángeles
- San Miguel el Alto
- Tonalá
- Teocaltiche
- Tepatitlán de Morelos
- Yahualica de González Gallo
- Unión de San Antonio
- Valle de Guadalupe
- Villa Hidalgo
- Zapopan
- Degollado

## Población
| Porcentaje de Total de población de la Región Bajío en Jalisco | Porcentaje de Total de población de la Región Bajío en Jalisco | Porcentaje de Total de población de la Región Bajío en Jalisco | Porcentaje de Total de población de la Región Bajío en Jalisco | Porcentaje de Total de población de la Región Bajío en Jalisco | Porcentaje de Total de población de la Región Bajío en Jalisco |
|                                                                | 1960                                                           | 1970                                                           | 1980                                                           | 1990                                                           | 1995                                                           |
| -------------------------------------------------------------- | -------------------------------------------------------------- | -------------------------------------------------------------- | -------------------------------------------------------------- | -------------------------------------------------------------- | -------------------------------------------------------------- |
| Jalisco                                                        | 15.89                                                          | 16.39                                                          | 14.55                                                          | 13.56                                                          | 15.00                                                          |

Fuente: La información está organizada por municipios sobre la base de los censos de población de los años correspondientes.